# 吉田村 (千葉県)
吉田村（よしだむら）は、千葉県匝瑳郡にかつて存在した村である。

## 地理
- 現在の匝瑳市、旧八日市場市の北東部に位置している。
- 村域は台地と平地が入り組む谷戸が多い地形になっている。

## 歴史

### 沿革
- 1889年（明治22年）4月1日 - 町村制施行に伴い、吉田村・入山崎村・南山崎村・八辺村・南神崎村が合併し、香取郡吉田村が発足。
- 1948年（昭和23年）11月3日 - 匝瑳郡に移行し、匝瑳郡吉田村になる。
- 1954年（昭和29年）3月31日 - 吉田村は八日市場町・飯高村・豊和村・平和村・椿海村・匝瑳村・豊栄村・須賀村・共興村とともに合併し八日市場町が発足。吉田村は消滅。

変遷表
| 1868年 以前 | 1868年 以前 | 明治22年 4月1日 | 昭和23年 11月1日 | 昭和23年 11月1日 | 昭和29年   | 昭和29年 | 平成18年 1月23日 | 現在   |
| 1868年 以前 | 1868年 以前 | 明治22年 4月1日 | 昭和23年 11月1日 | 昭和23年 11月1日 | 3月31日    | 7月1日   | 平成18年 1月23日 | 現在   |
| ----------- | ----------- | --------------- | ---------------- | ---------------- | ---------- | -------- | ---------------- | ------ |
|             | 吉田村      | 吉田村          | 匝瑳郡 に移行    | 吉田村           | 八日市場町 | 市制     | 匝瑳市           | 匝瑳市 |
|             | 八辺村      | 吉田村          | 匝瑳郡 に移行    | 吉田村           | 八日市場町 | 市制     | 匝瑳市           | 匝瑳市 |
|             | 入山崎村    | 吉田村          | 匝瑳郡 に移行    | 吉田村           | 八日市場町 | 市制     | 匝瑳市           | 匝瑳市 |
|             | 南山崎村    | 吉田村          | 匝瑳郡 に移行    | 吉田村           | 八日市場町 | 市制     | 匝瑳市           | 匝瑳市 |
|             | 南神崎村    | 吉田村          | 匝瑳郡 に移行    | 吉田村           | 八日市場町 | 市制     | 匝瑳市           | 匝瑳市 |

## 人口・世帯

### 人口
総数 [単位： 人]
| 1891年（明治24年） | 1,509 |
| 1914年（大正 3年） | 1,654 |
| 1920年（大正 9年） | 1,528 |
| 1930年（昭和 5年） | 1,610 |
| 1954年（昭和29年） | 2,028 |

### 世帯
総数 [単位： 世帯]
| 1920年（大正 9年） | 295 |
| 1930年（昭和 5年） | 316 |
| 1954年（昭和29年） | 374 |

## 交通

### 鉄道
- 成田鉄道
  - 多古線（昭和19年1月11日に休止。昭和21年10月9日に廃止。）
    - 下総吉田駅